# Château Hesse de Flixecourt

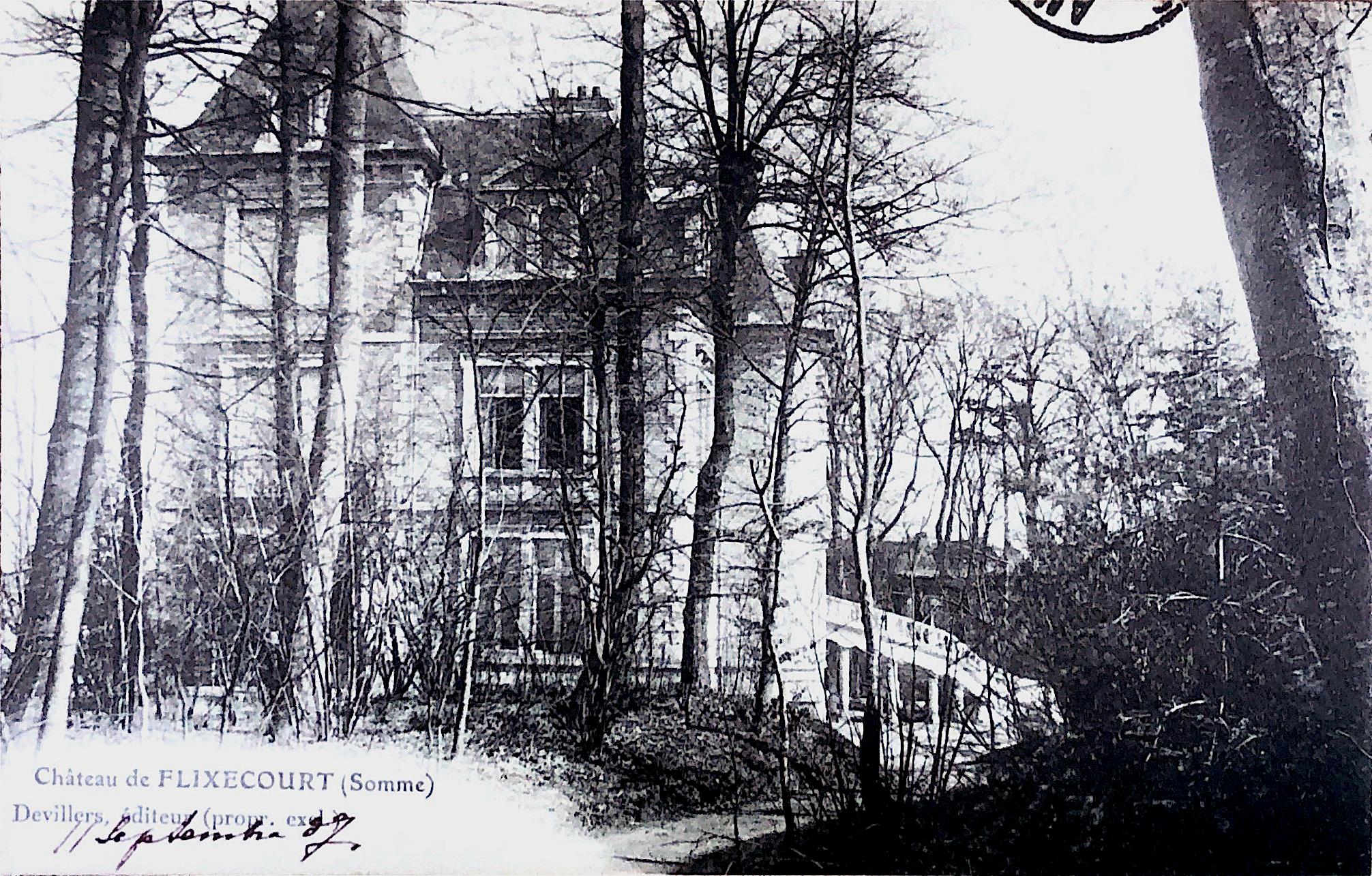
Vue façade est du château de Flixecourt portant la mention "Château de Flixecourt".

Le château Hesse de Flixecourt dit château de Flixecourt est une demeure, située sur le territoire de la commune de Flixecourt, dans le département de la Somme, au Nord-ouest d'Amiens.

## Historique
Le château Hesse de Flixecourt est le plus ancien des châteaux de Flixecourt encore présent sur la commune (3 autres châteaux de la famille Saint sont aussi présents notamment le château de la Navette).  
François-Hyacinthe de Crocquoison de la Cour de Fiefs, garde du corps du roi et seigneur de la Cour de Fiefs et d'une partie de Flixecourt après l'achat de la seigneurie de la commune en 1775,, devient propriétaire d'un château féodal (ancien château de Flixecourt) construit en 1598 par Louis de la Marsonnière. Ce château, en ruine après la Révolution Française, sera remplacé par la future demeure route de Bourdon,. 
Plusieurs successions de la seigneurie et du manoir (aujourd'hui bâtiment de l'école communale) sont à noter passant par la possession de chaque enfant et qui s'arrête à Marie-Auguste de Crocquoison petit-fils de François-Hyacinthe et époux d'Eugénie Hesse,.  
Le château féodal n'étant plus, Marie-Auguste de Crocquoison entreprend la construction d'une demeure vers 1820, dans un style néo-classique dans le prolongement de la rue de Bourdon dont fait état le cadastre napoléonien de 1834. 
Eugénie Hesse, veuve de Marie Auguste de Crocquoison, épouse Henri Gaspard Séverin François de Domesmont et s'installent dans l'ancien manoir de la Cour de Fiefs et non dans la demeure. C'est à sa mort en 1859, que son frère Alexandre Hesse hérite de cette demeure au milieu du XIXe siècle,,.
En 1865, il y apporta des ajouts supplémentaires dans un style néo Louis XIII. Avec la surélévation du logis et la modification du tracé de la route pour y aménager un parc autour du château. Dans le même temps, Alexandre Hesse fit construire des communs pour les employés du château en s'inspirant des constructions circulaires des templiers. C'est alors qu'est édifiée la rotonde du château, une construction annulaire remarquable au sein du domaine,. 
C'est la réunion des deux parties (celle de Marie-Auguste de Crocquoison et Alexandre Hesse)  complétée par le parc et les communs que l'on nomme aujourd'hui Château Hesse de Flixecourt.
Depuis 2017, le château Hesse de Flixecourt a été racheté par Antoine Denis qui transforme ce domaine en un lieu de réception accueillant des événements privés et professionnels.

## Caractéristiques

### Le château

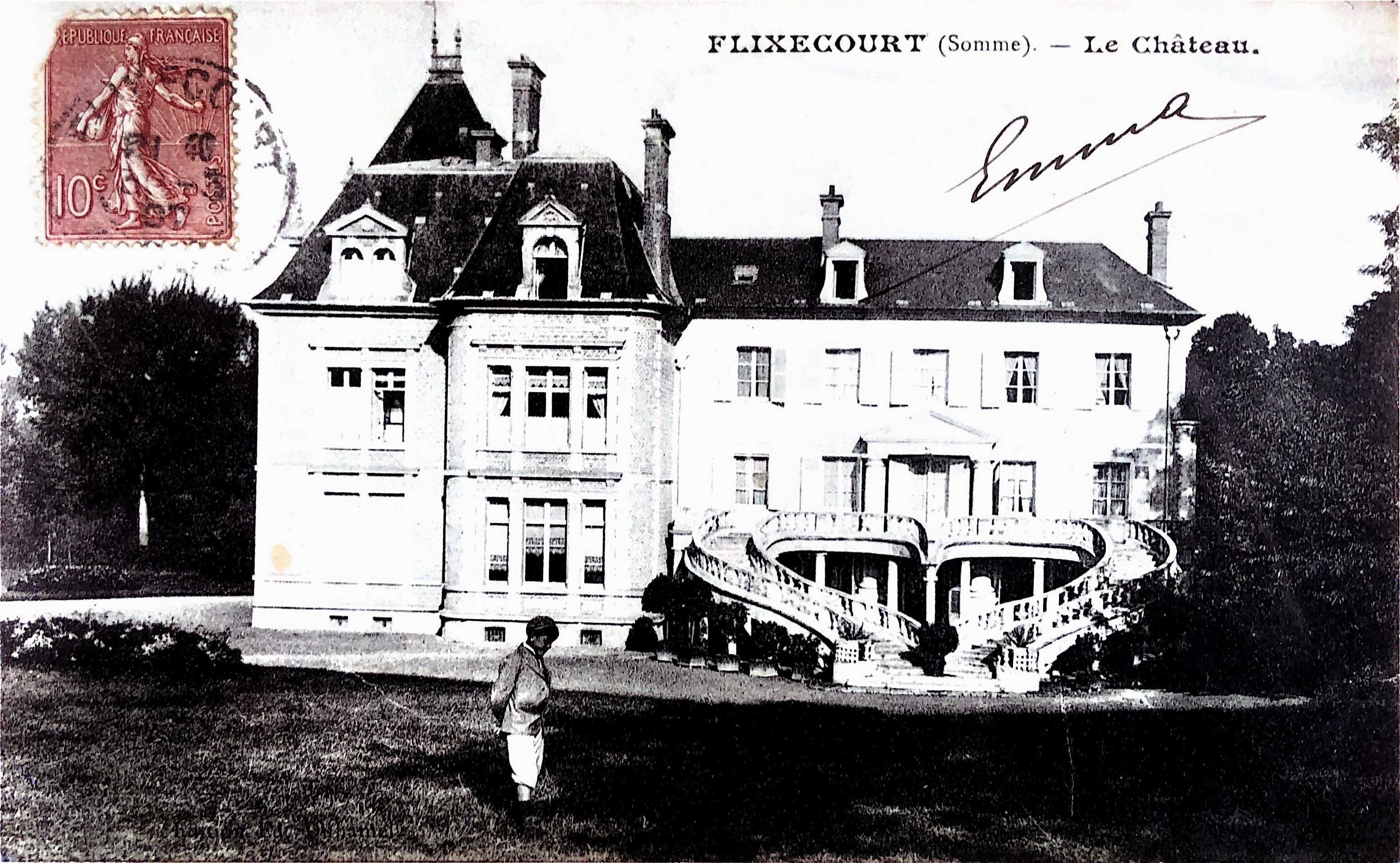
Prise de vue de la façade sud du château.

Le château est composé de deux bâtiments accolés correspondant aux deux périodes de construction par les familles de Crocquoison et Hesse. Il fait partie des éléments remarquables de la commune avec les châteaux de la Famille Saint. 
Le bâtiment le plus ancien est construit en briques, visible sur la façade nord et enduite d'une couleur ocre sur la façade sud. Sur cette même façade on remarque la présence d'un portique à colonnes doriques imposantes et d'un balcon d'inspiration néoclassique,. 
L'originalité du château était l'escalier en double fer-à-cheval, formant ainsi un cœur en son centre, sur la façade Sud. Cet escalier était inspiré de celui du Château de Fontainebleau,, aujourd'hui détruit, il n'en subsiste que le balcon. L'explication de sa destruction n'est pas vérifiée, elle aurait eu lieu lors de la Seconde guerre mondiale. L'histoire familiale laisserait supposer que François Alexandre Hesse construisit cet escalier comme preuve d'amour pour sa femme. La façade nord porte aussi les vestiges d'une véranda au premier étage qui desservait plusieurs pièces,. 
Le pavillon le plus récent s'inscrit dans un style néo Louis XII avec l'utilisation de la brique et d'éléments de modénatures en pierre. Sur la façade Est, on peut remarquer la présence d'un bow-window surmonté de Serliennes pour faire entrer la lumière dans un salon. Sur la façade nord, la porte d'entrée principale du château porte les initiales H H,, ce qui pourrait tout à fait correspondre au nom de famille "Hesse".

### La rotonde

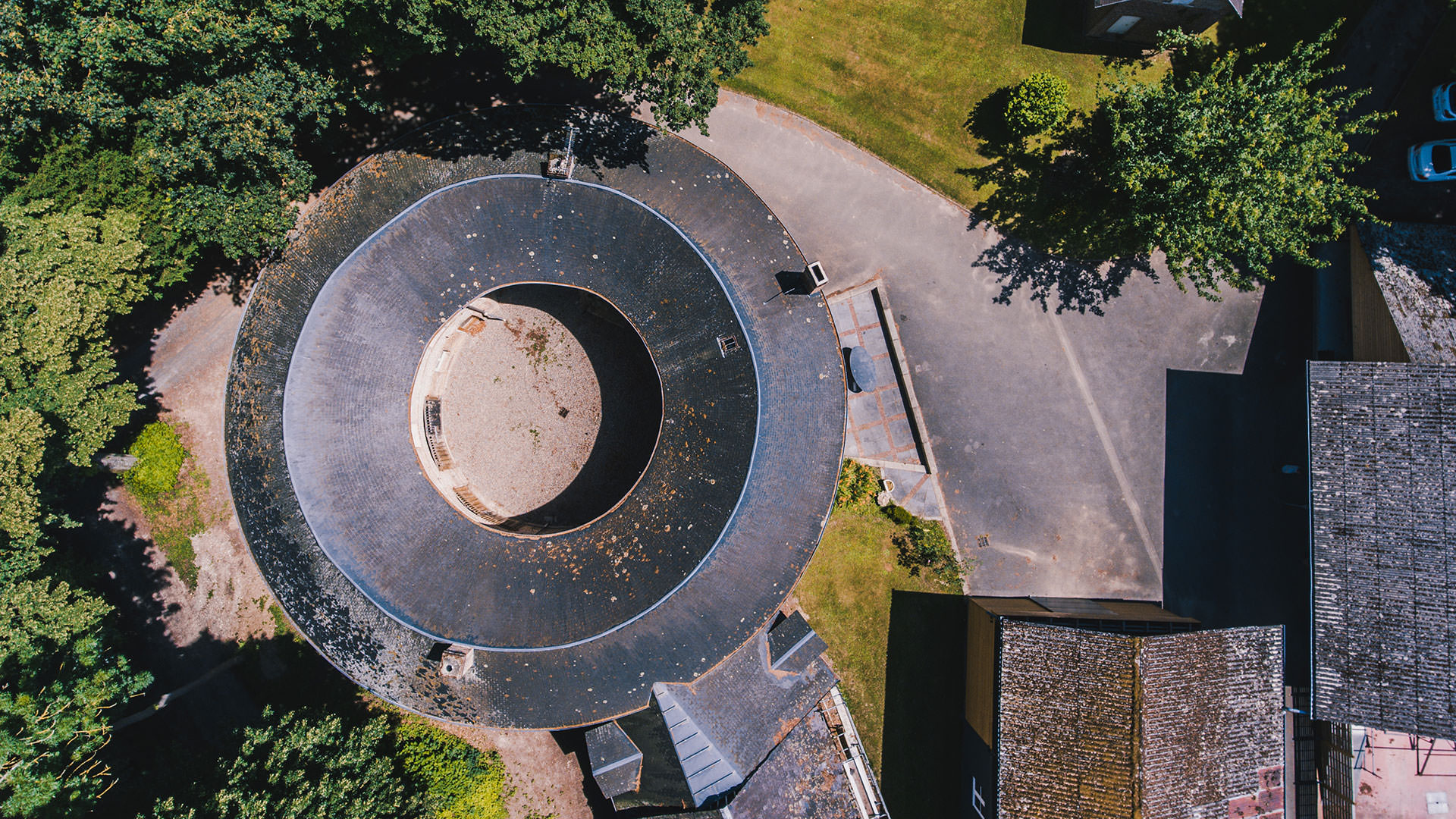
La rotonde ; prise de vue de dessus au drone.

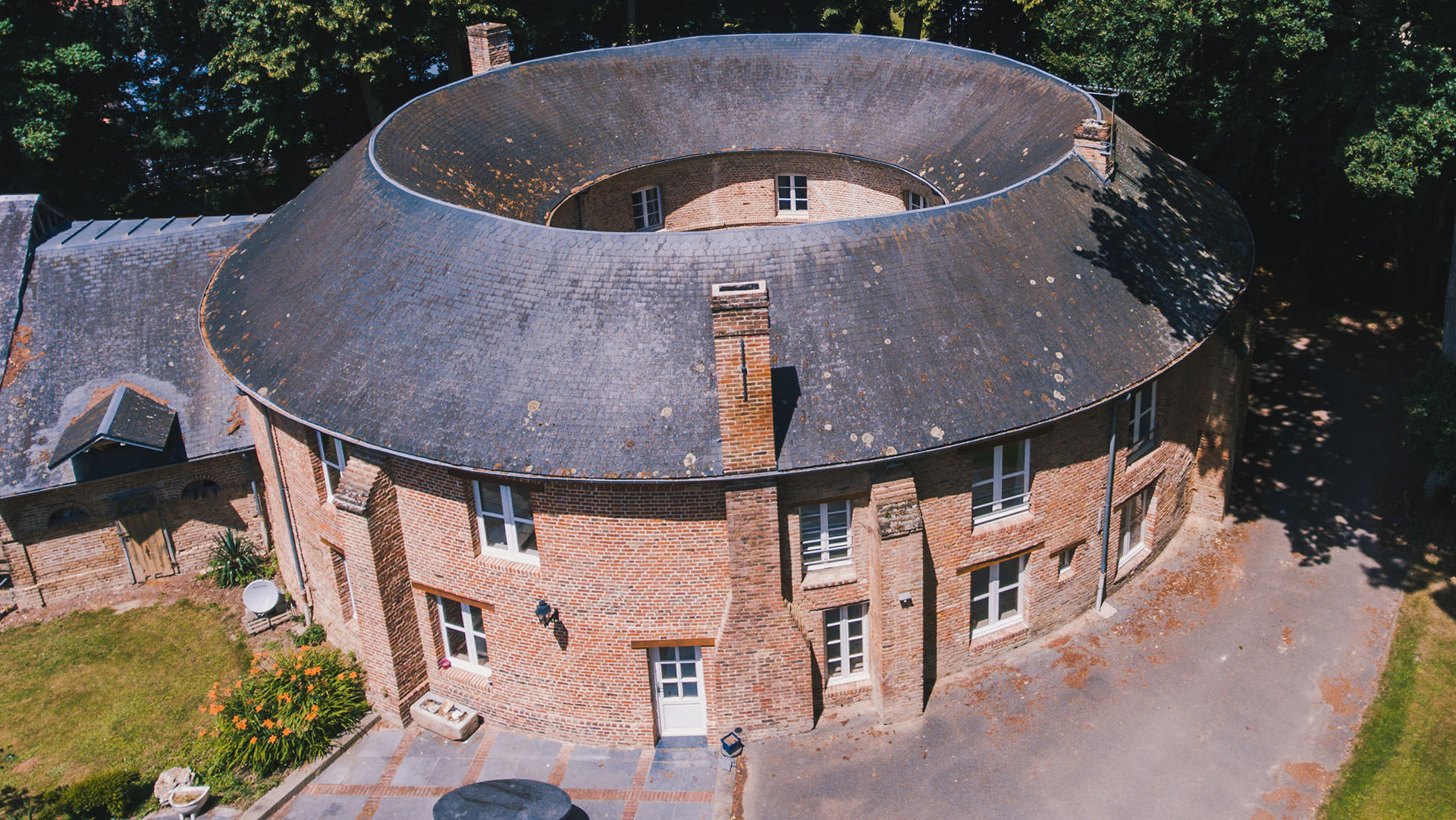
La Rotonde - Prise de vue de côté

L'élément remarquable du château est sa rotonde de forme annulaire. Construite en briques, la partie externe était composée de meurtrières, transformées en fenêtres par la suite. L'étage était composé d'un ensemble de logements aujourd'hui rénovés,. Plusieurs contreforts sont à noter sur la partie externe. Les portes des écuries et remises sont encore présentes dans la cour intérieure et accessibles par un passage charretier unique,.
Sa fonction première est d'héberger des domestiques sur une première partie et les écuries du château dans la seconde,. On suppose aujourd'hui que sa cour intérieure avec les écuries s'explique par le souhait de garder en intimité les écuries et domestiques afin de ne pas empiéter sur le domaine.
Eugène Hesse prenant la succession de son père, habite dans le château avec sa femme ainsi que plusieurs domestiques dans le château ou la rotonde. En 1881 sont recensés un cocher, une cuisinière, une nourrice, une femme de chambre et un jardinier. En 1911 ne sont plus recensés qu'un cocher, une cuisinière et une femme de chambre,. Le nombre de chambres constaté laisse supposer que le nombre de domestiques du château est bien supérieur à celui recensé.

### Autres éléments notables

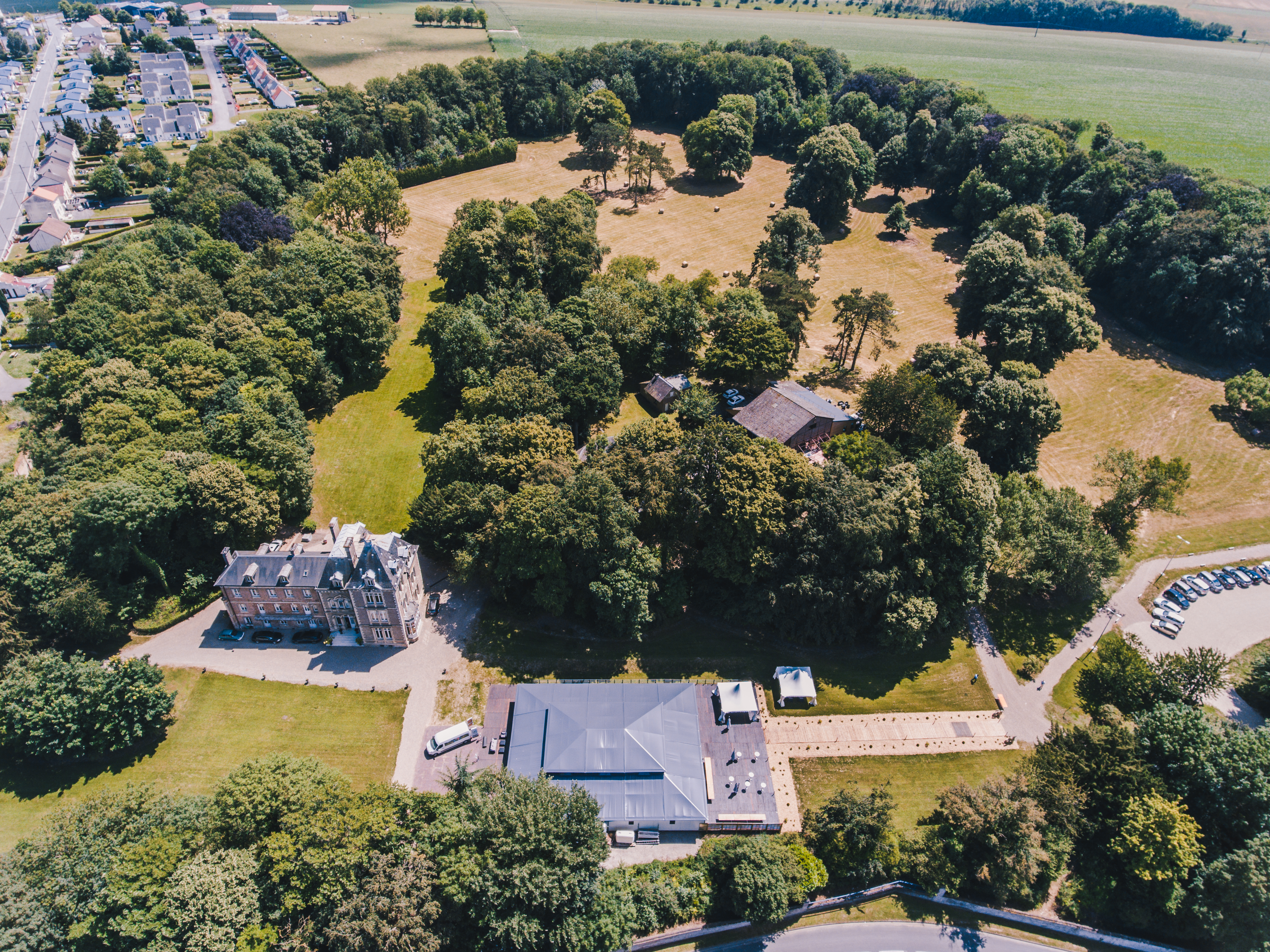
Domaine du château ; prise de vue d'ensemble au drone.

L'ensemble du domaine attenant au château fait environ 11 hectares, bordés par des arbres délimitant le domaine. Ce parc correspond aux aménagements d'Alexandre Hesse lors de sa création en 1865 et se compose d'arbres centenaires.
La serre est une des structures historiques particulière du domaine. Aujourd'hui reprise par la nature, elle témoigne des aménagements communs effectués à l'époque.
Plusieurs bâtiments en briques sont encore présents sur le domaine servant aujourd'hui majoritairement de lieux de stockage.

## Modifications récentes

### Orangerie et atelier

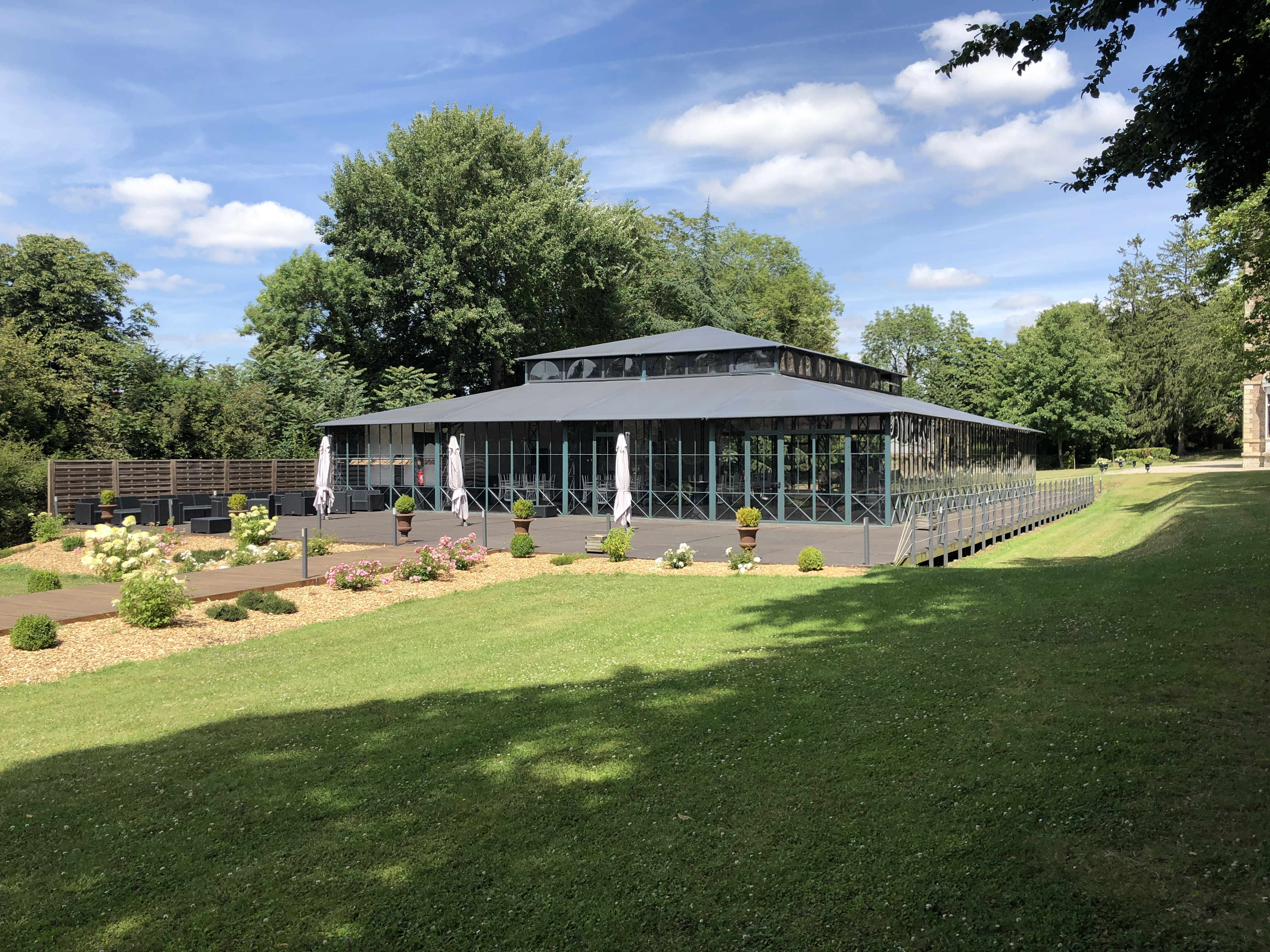
Bâtiment de l'orangerie.

Dans le cadre de la destination actuelle du château comme lieu événementiel, une orangerie fut construite en 2017,. Cette construction marque le début de la nouvelle destination du domaine avec l'aménagement de l'atelier, une ancienne étable aujourd'hui transformée en salle de réception.

## Galerie

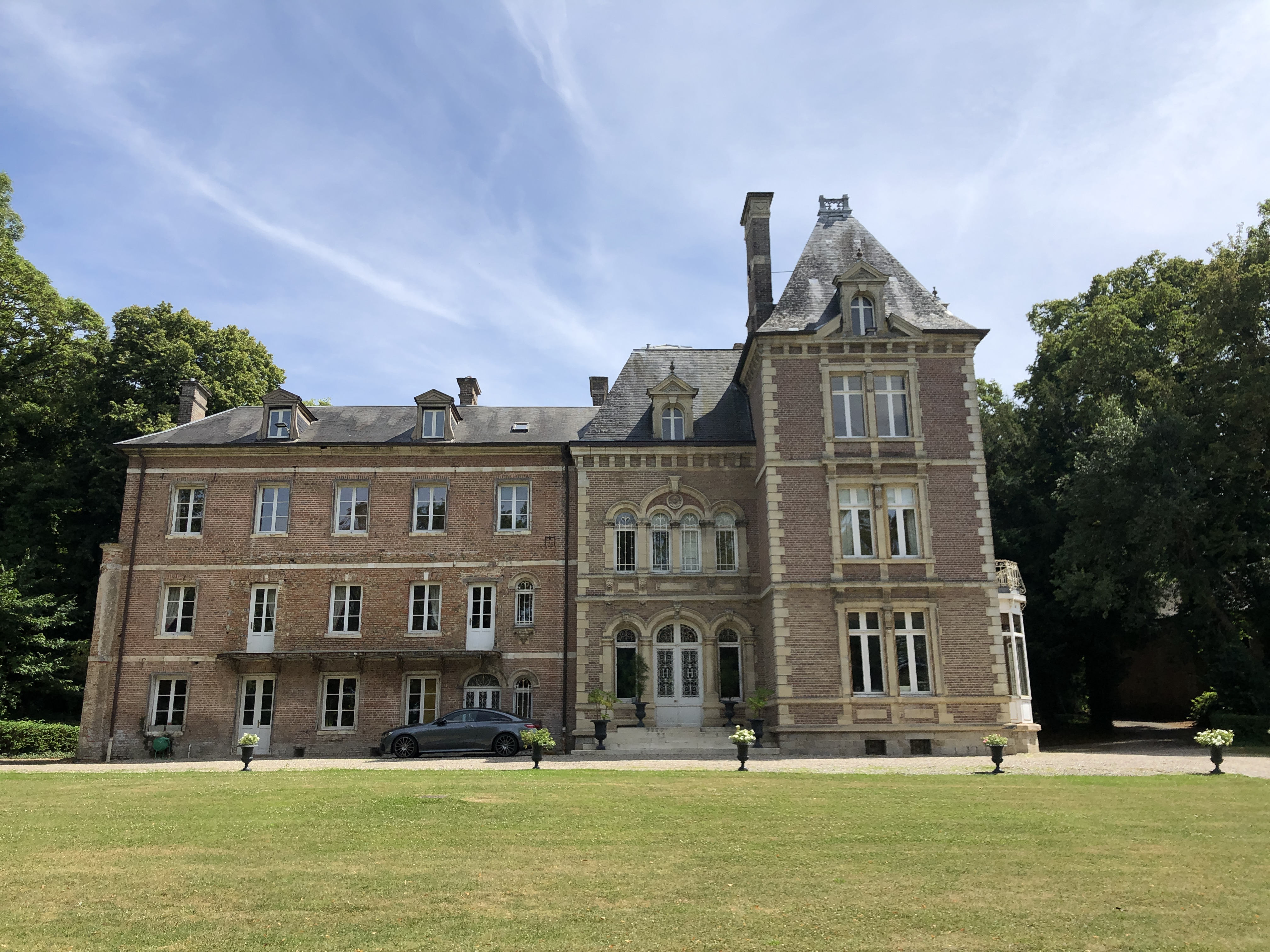
Vue de la façade nord actuelle.
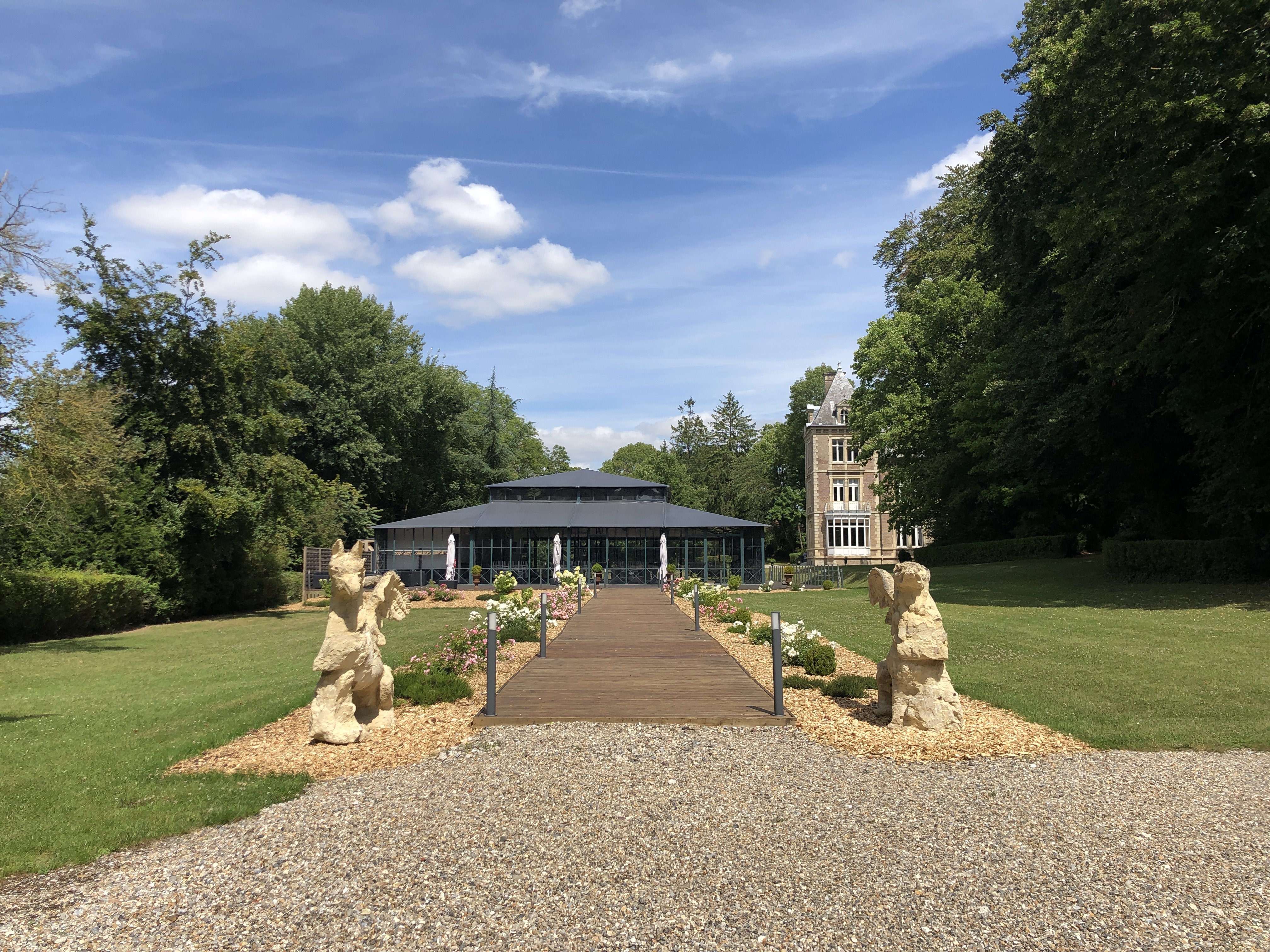
Bâtiment de l'orangerie avec sa passerelle.
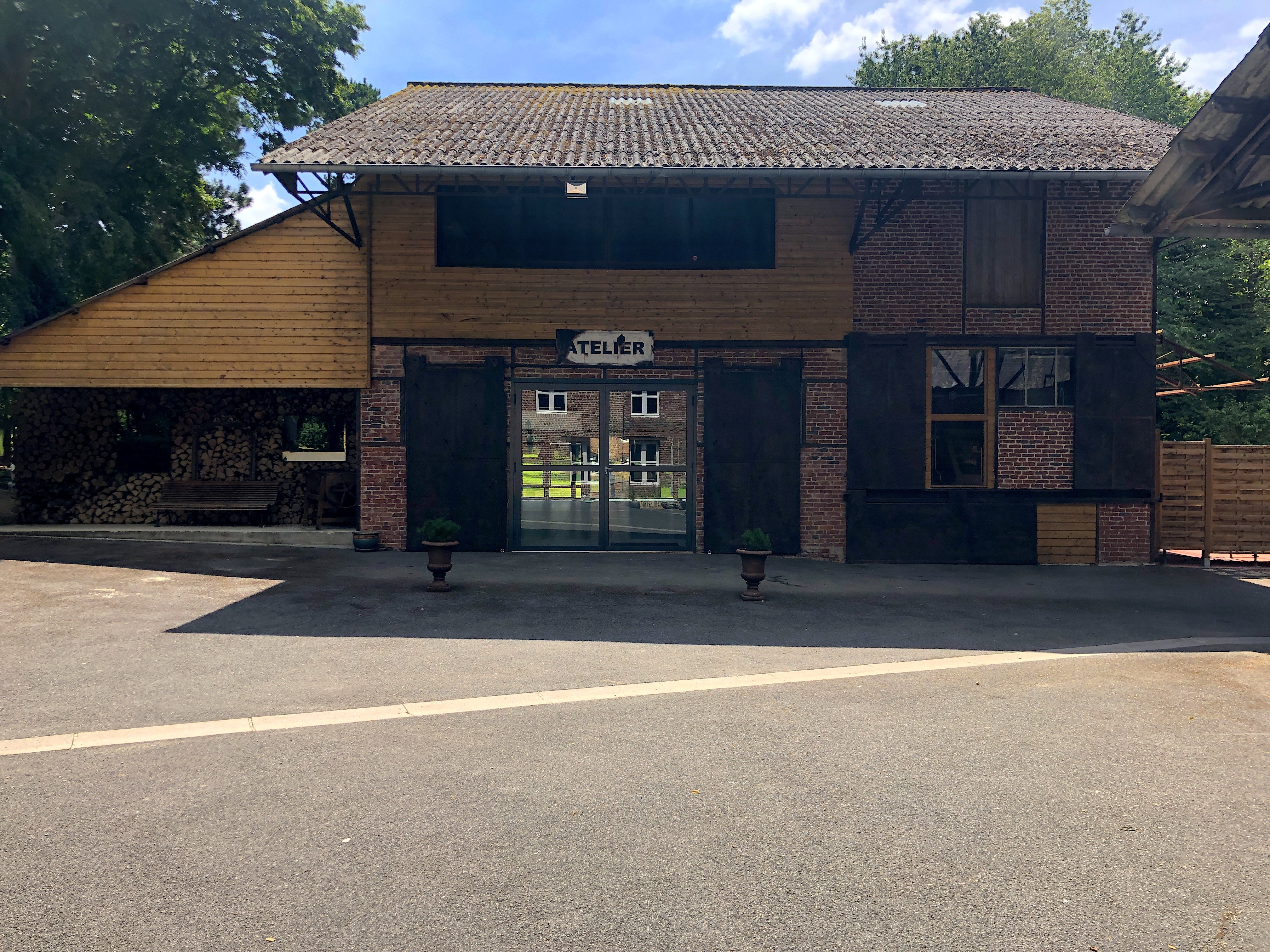
Bâtiment de l'atelier.
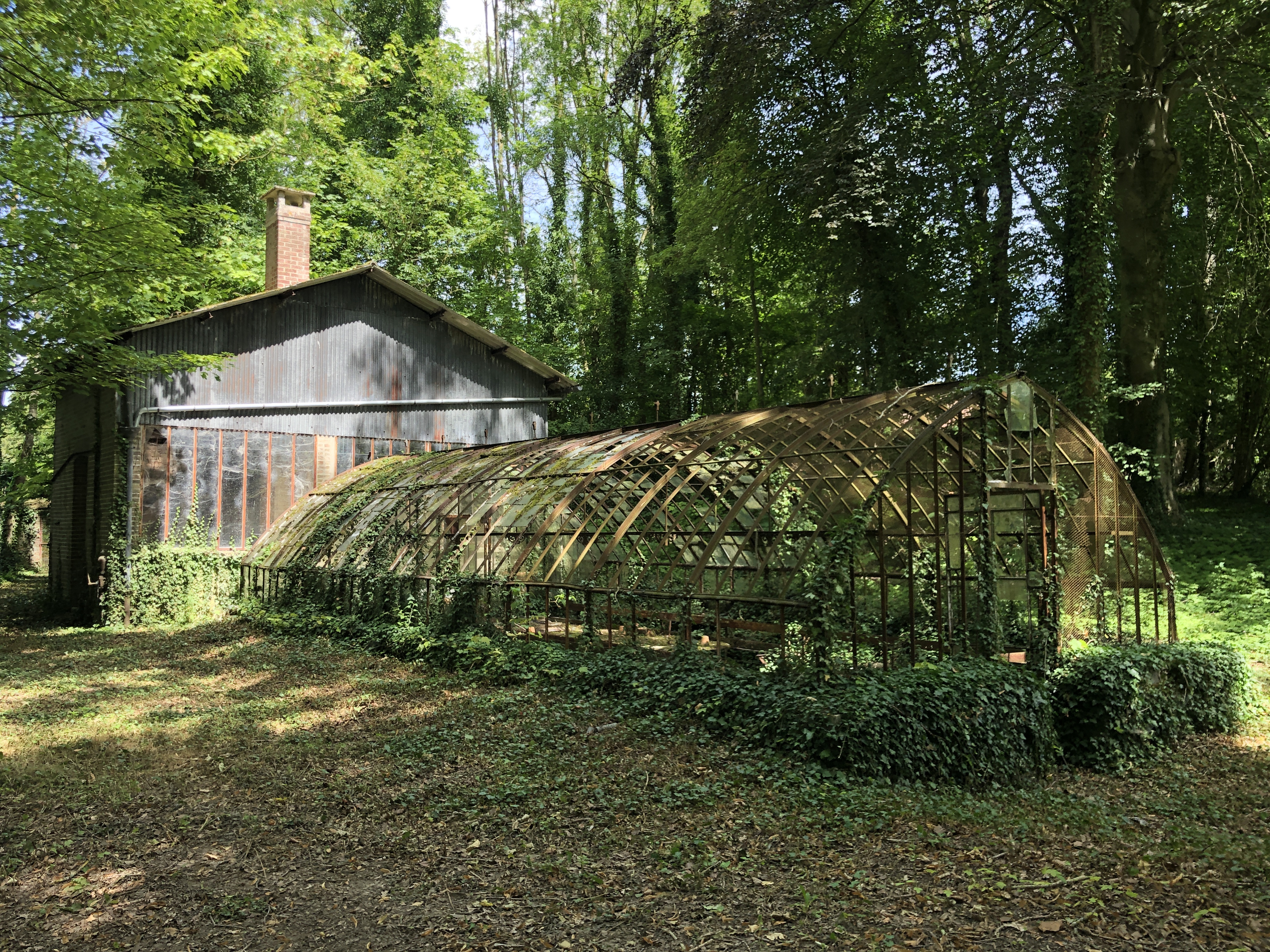
Serre annexe.
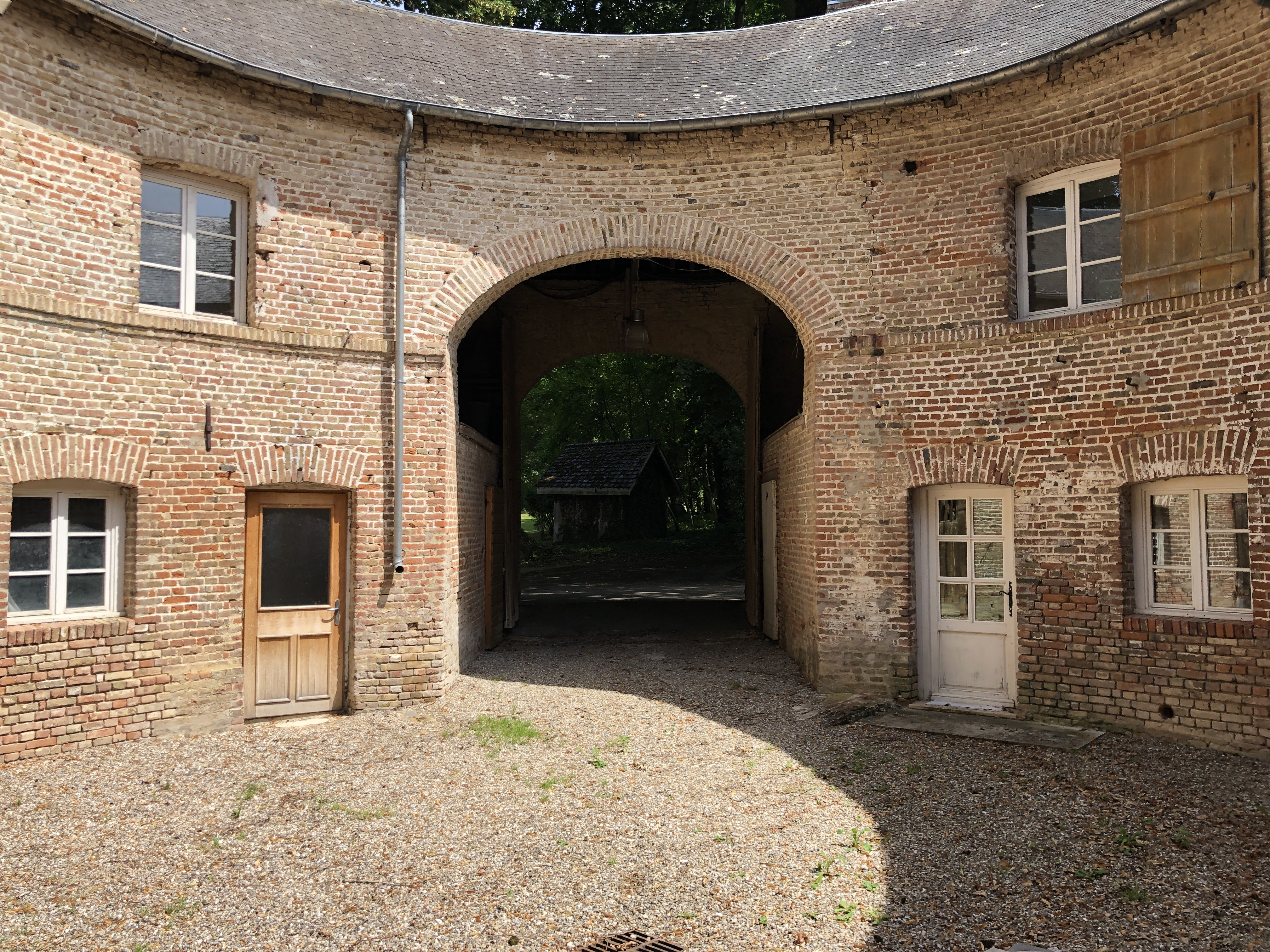
Vue du passage charretier de la rotonde.